# Alexandru Suciu
Alexandru Suciu (n. 29 octombrie 1960, Cluj, România) este un fotbalist român retras din activitate, jucător în echipa națională de fotbal a României.
În data de 27 martie 1985 a debutat în echipa națională a României, într-un meci cu echipa națională de fotbal a Poloniei.

## Legături externe
- Alexandru Suciu, pe eu-football.info